# Berbenno di Valtellina
Berbenno di Valtellina ist eine norditalienische Gemeinde (comune) in der Provinz Sondrio in der Lombardei. 

## Lage und Einwohner
Die Gemeinde Berbenno di Valtellina liegt knapp 10 Kilometer westlich von der Provinzhauptstadt Sondrio an der Adda nördlich des Parco delle Orobie Valtellinesi. Zusammen mit den Fraktionen Sina, Foppa, Maroggia, Monastero, Pedemonte, Piasci, Polaggia, Pra Balzar, Prati Gaggio, Prato Maslino, Dusone, Regoledo und San Pietro hat die Gemeinde 4047 Einwohnern (Stand 31. Dezember 2023).
Die Nachbargemeinden sind Ardenno, Buglio in Monte, Cedrasco, Colorina, Fusine und Postalesio.

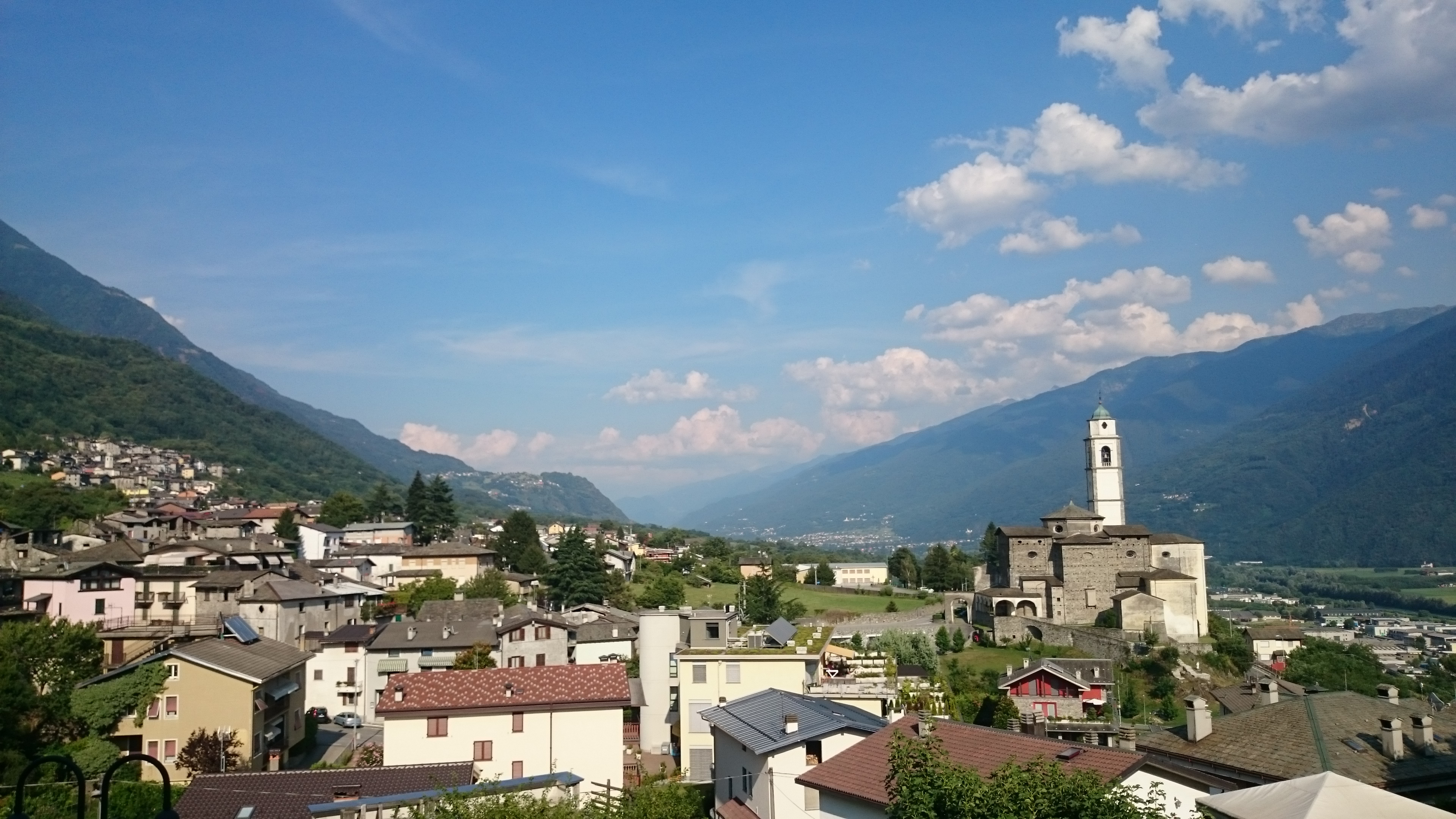
Berbenno di Valtellina

## Verkehrsanbindung
Berbenno di Valtellina liegt an der Strada Statale 38 dello Stelvio. An der Veltlinbahn besteht im Ortsteil San Pietro Berbenno ein Bahnhof.

## Persönlichkeiten
- Jörg Jenatsch (1596–1639), Bündner Politiker und Heerführer, war evangelischer Pfarrer in Berbenno 1618–1620
- Giovanni Battista Noghera (1719–1784), Jesuit, in Berbenno geboren
- Stefano Locatelli (* 1989), Radsportler, in Berbenno geboren
- Arianna Fontana (* 1990), Shorttrackerin, in Berbenno aufgewachsen